# Licinio Muzani
Licinio Muzani (Vicenza, 5 novembre 1871 – maggio 1928) è stato un politico italiano.

## Biografia
Figlio del conte Cristoforo e di sua moglie Barbara Michieli, rivestì il ruolo di assessore supplente nella giunta guidata da Marzotto nel 1902 e fu effettivo nella giunta di Giuseppe Roi nel 1906. Fu successivamente sindaco di Vicenza dall'agosto 1914 al luglio 1919, per l’intero periodo bellico. Rivestì anche il ruolo di Presidente della Congregazione di Carità dal 1923 e fino alla morte. Aderì al fascismo facendo parte dell'amministrazione del sindaco e futuro podestà Franceschini. Morì nel 1928.